# Carmina Vini
Carmina Vini è uno dei primi testi, scritti agli inizi degli anni '80, che Ugo Chiti ha creato per la Compagnia dell'arca Azzurra, che proprio in quel momento si andava formando.
Tutta la storia gira intorno al Vino che viene visto come oggetto sacro e allo stesso tempo sacrilego.

## Trama
Due gruppi si schierano uno a favore del vino, i Gaudenzi, e uno contro, i Probi.
La storia quindi è una specie di processo gestito dal giudice Pampano, nella quale i due gruppi raccontano storie a favore o contro il vino.
Vengono narrati cinque racconti.

### Acino e Vitigno
Vitigno (come Bacco) è una divinità del vino e del piacere, è rigido e saggio al contrario del figlio Acino che è agitato e fin troppo curioso.
Acino infatti si annoia nel Regno degli Dei e spesso fantastica e sogna di poter scendere sulla Terra tra gli umani, cosa che però suo padre gli vieta nella maniera più assoluta. Un giorno però decide di disubbidire a suo padre e di esaudire il suo sogno, così, per gentilezza, scende sulla Terra portandosi dietro un dono per gli umani, ovvero una coppa di vino.
Appena sceso sulla terra i "simpatici" umani che a lui piacevano tanto lo accerchiano e lo uccidono (per avere il suo sangue, o meglio il vino), sotto lo sguardo triste del padre Vitigno, rammaricato perché il figlio così amato lo ha disubbidito.

### Il Matrimonio
Questa scena si svolge durante la prima metà del '900 in un paese di campagna toscano non specificato.
Da poco è finito un Matrimonio e gli sposi si accingono a fare le foto quando i genitori dei due iniziano a parlare di tutto e di più allungando l'attesa del fotografo. Inoltre dopo poco tutti gli invitati e gli altri parenti entrano nella discussione, finché lo sposo stufato ordina a tutti il silenzio necessario per la foto tanto attesa.
Così tutti si mettono in posa intorno ad un tavolo e alzano i bicchieri quando la sposa si accorge che manca il vino. Così la foto viene rimandata ulteriormente.

### La Passione
La scena più toccante della storia. Si presentano delle persone sedute intorno ad un tavolo che parlano di un matrimonio che c'è stato qualche tempo fa.
Successivamente si capisce che sono le Nozze di Cana, ovvero dove Gesù ha fatto il suo primo miracolo.
L'atmosfera è normale e tutti si chiedono come ha fatto, c'è chi ci scherza, chi ha paura, chi sostiene che era tutta una messa in scena.
Alla fine della scena tutti scorgono che in lontananza, stanno per crocifiggere l'"uomo" di cui stavano parlando.